# Basiliek van Onze-Lieve-Vrouw van Scherpenheuvel
De Basiliek van Onze-Lieve-Vrouw van Scherpenheuvel is een basiliek gelegen op het grondgebied van de Scherpenheuvel-Zichemse deelgemeente Scherpenheuvel in België. Het is het belangrijkste bedevaartsoord in België.

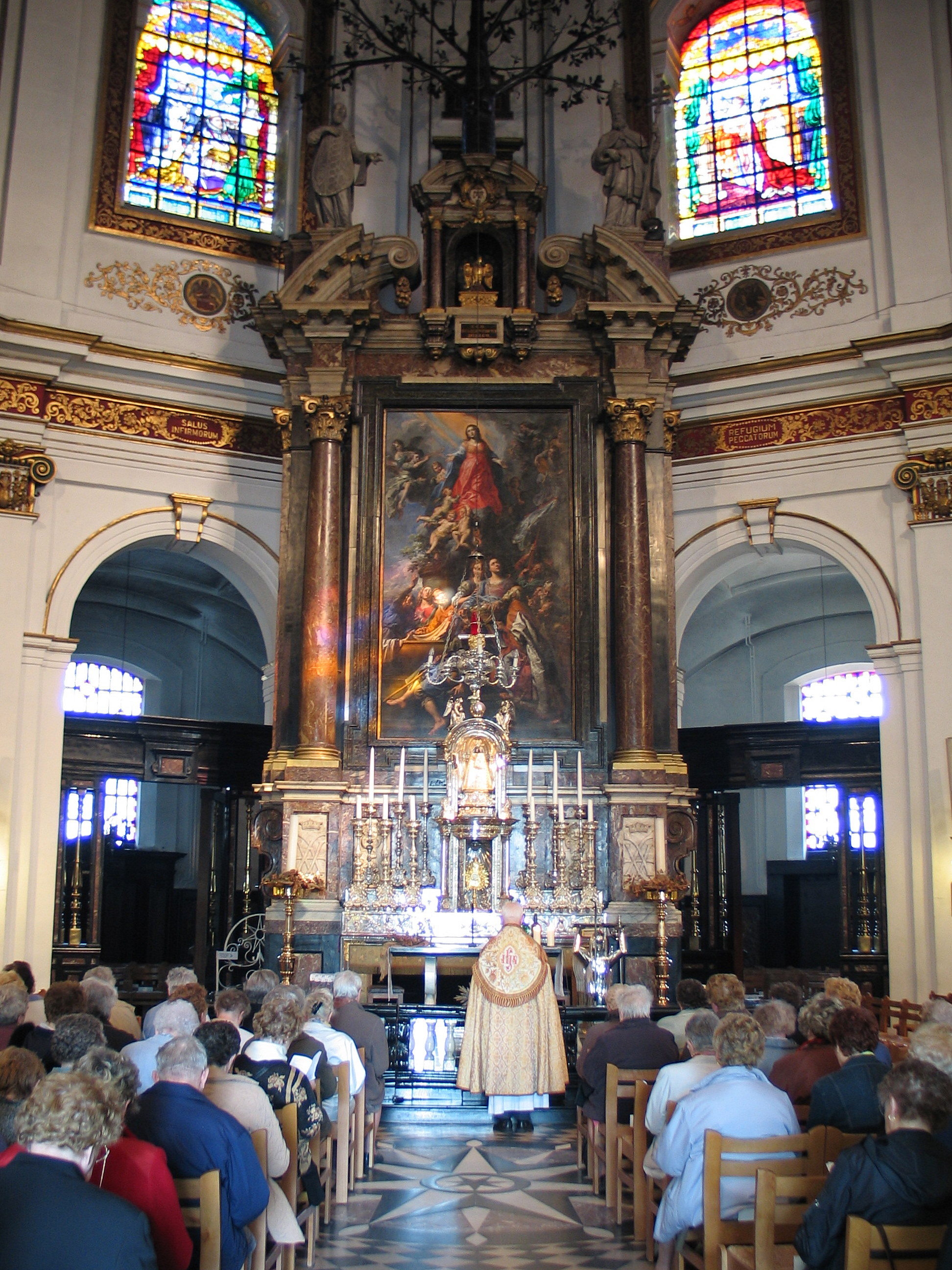
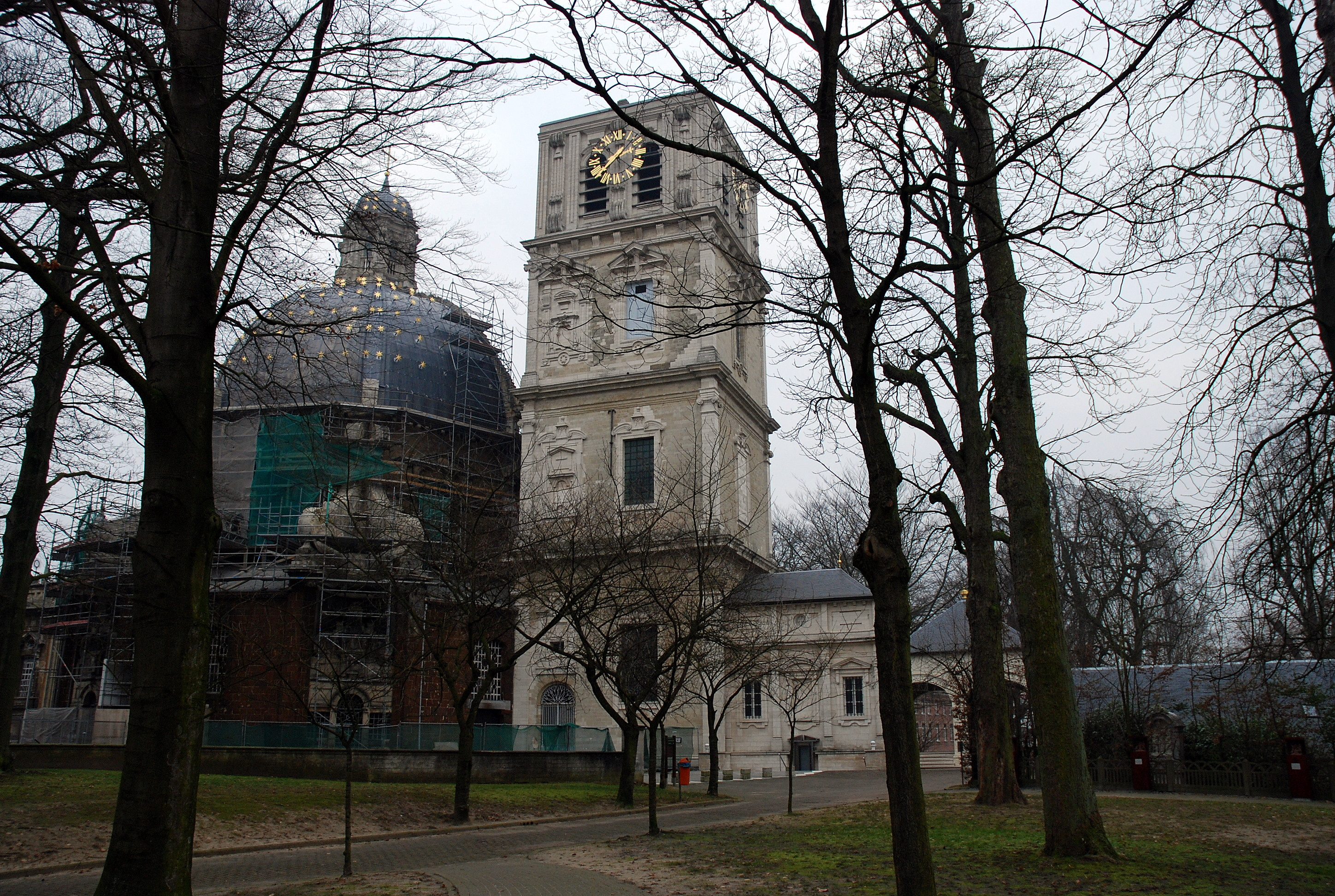
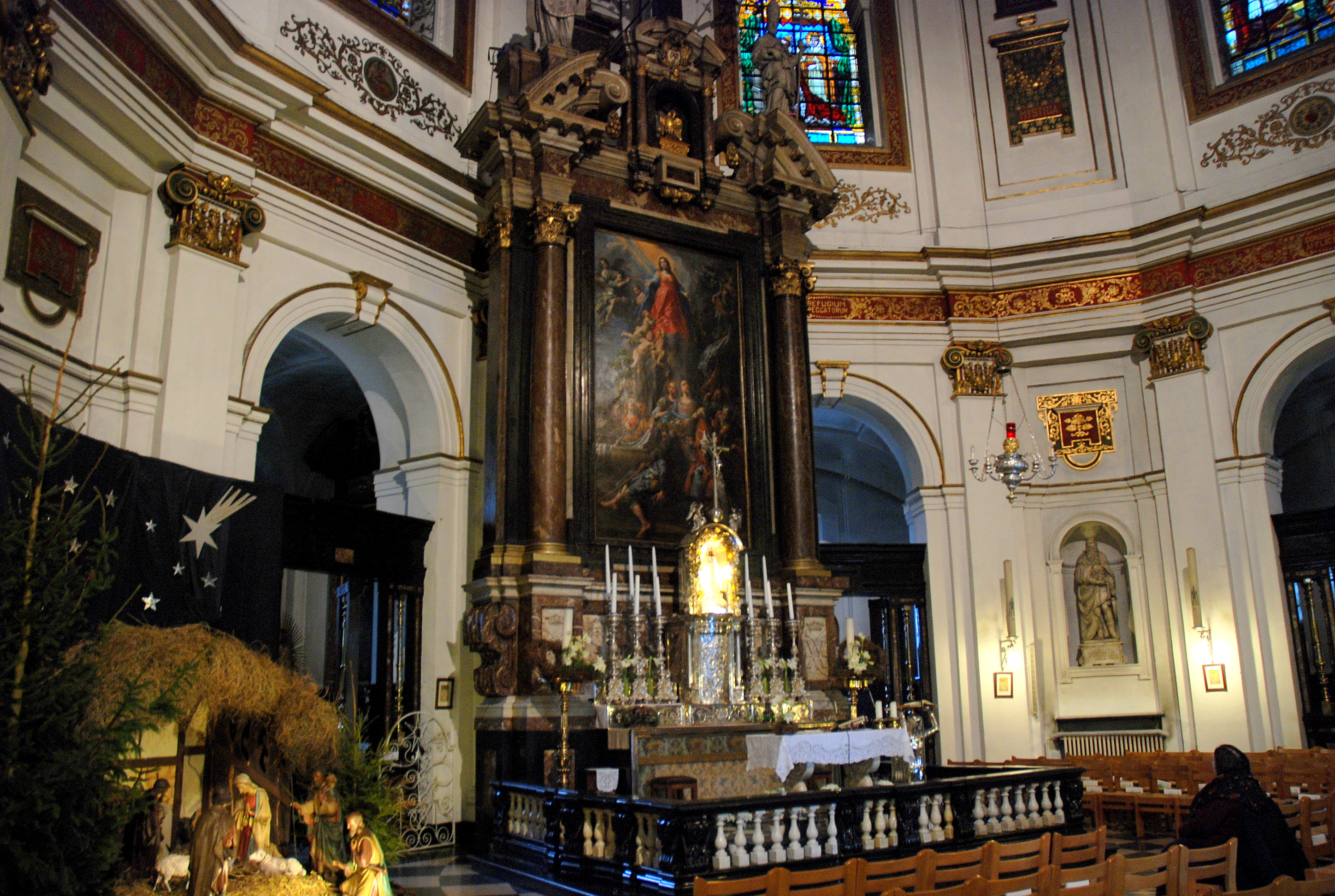
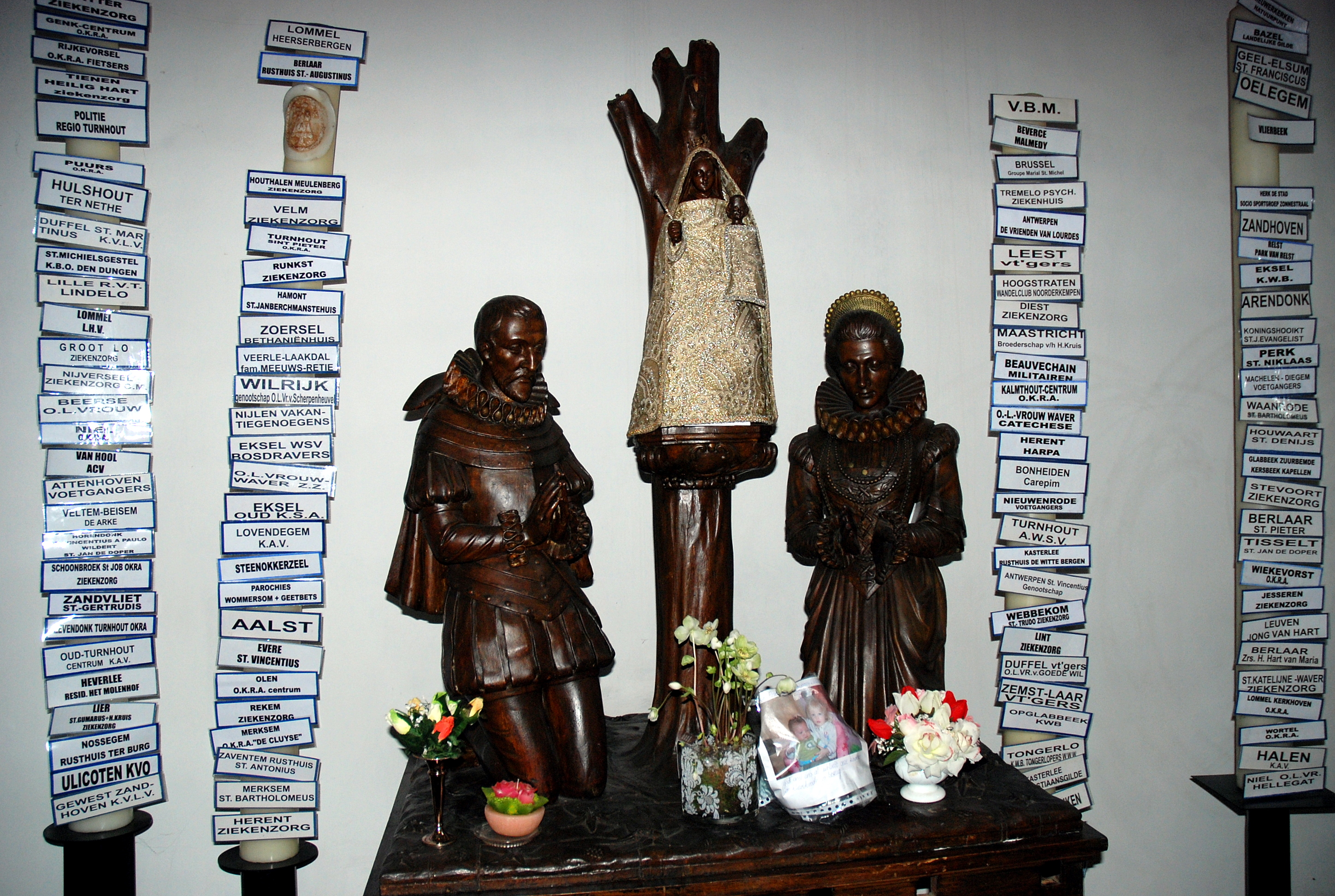
De aartshertogen in de basiliek

Scherpenheuvel was lange tijd slechts een gehucht van Zichem en werd door de toeloop van bedevaarders belangrijker dan Zichem. Het kreeg in 1605 stadsrechten en grachten en tegelijkertijd ook een grondplan in de vorm van een zevenpuntige ster met de basiliek in het centrum.

## De basiliek
Het gebouw is een van de oudste koepelkerken in de Lage Landen en werd ingewijd in 1627 door de aartsbisschop van Mechelen, Jacobus Boonen. De kerk werd tot basiliek verheven in 1922 en is sinds 1952 een beschermd monument. Ze werd gebouwd op initiatief van en betaald door de aartshertogen Albrecht van Oostenrijk en Isabella. Zij verbleven vlak tegenover de basiliek in het nog bestaande huis Het Gulden Vlies tijdens hun bezoeken aan Scherpenheuvel. Bij de inwijding offerde Isabella juwelen op de altaartrappen. Ze wilde hiermee aantonen dat aardse goederen niet het belangrijkst zijn.
De architect van de bouwwerken was Wenceslas Cobergher; hij koos voor een basiliek in de vorm van een zevenster, een symbool voor de zeven vreugden en zeven smarten van Maria. De bouw gebeurde onder leiding van Judocus Bouckaert, proost van de bedevaartsplaats en later bisschop van Ieper.
Het schilderij boven het hoofdaltaar en zes andere schilderijen zijn van Theodoor Van Loon (Vlaamse Meesters in Situ)  .
De koepel heeft geen lichtopeningen en is met lood afgedicht. Hij is versierd met 298 zevenpuntige vergulde sterren. De zijkapellen zijn opgetrokken in ijzerzandsteen die in het nabijgelegen Langdorp werd gedolven.
De vierkante toren, met een beiaard van 49 klokken, is gebouwd uit zandsteen. De lantaarn (bovenste verdieping) kon pas worden gebouwd na een gift van Filips IV van Spanje. De toren is voorzien van een trap aan de binnenzijde. Hij werd in 1859 hersteld van de schade opgelopen door het naar beneden gooien van de door Franse revolutionairen verbrijzelde klokken.
Op 15 mei 2011 werd tijdens een misviering een door paus Benedictus XVI geschonken Gouden Roos ereteken aan de basiliek overhandigd.

## Het orgel
Het orgel met zijn bijzondere (bijna Zuid-Duitse) orgelkast dateert oorspronkelijk uit 1775. De oorspronkelijke bouwer is Egidius-Franciscus Van Peteghem. Het orgel werd 'geromantiseerd' door Leonard Drijvers in 1878.